# Stagno di Pauli Cuccuru Sperrau
Lo stagno di  Pauli Cuccuru Sperrau è una zona umida situata in prossimità della costa occidentale della Sardegna, all'altezza del golfo di Oristano. Appartiene amministrativamente al comune di Riola Sardo.

Lo stagno ricade all'interno delle aree SIC (ITB030036) e ZPS (ITB034008) che condivide con gli stagni di Cabras, Piscaredda, Mari 'e Sali, Pauli 'e Sali, Pauli Ludosu, Pauli Istai, Pauli Civas  e Pauli Trottas.